# 코리아나
코리아나(Koreana)는 1962년 결성된 대한민국의 음악 그룹이다. 1977년에서부터 1980년까지는 '아리랑 싱어즈'라는 이름을 사용하였다. 이 그룹은 1988년 서울 올림픽 주제곡 《손에 손 잡고》(Hand in Hand)와 《빅토리》(The Victory)를 불렀다.

## 결성
미 8군 무대에서 탭 댄스를 추면서 활동했던 '전승남과 6남매'의 이승규, 이용규 형제가 주축이 되었다. 매니저인 김영일 씨의 부인 홍화자가 9년 늦게 팀에 합류하여, 쇼케이스를 시작으로 리틀 큐피드, 코리언 플라워즈, 파이브 핑거즈, 아리랑 싱어즈로 명칭을 바꾸었다. 그 후로 이애숙이 1977년 서독 ARD TV가 주최한 노래 경연대회에서 '신시내티 트레인'의 곡으로 그랑프리를 차지하고, CBS와 전속 계약으로 앨범 활동을 하던 중에 코리아나의 리드싱어로서 참여한다.

## 약력
- 1962 - KBS 전속가수로 데뷔
- 1963~67 - 일본 NHK초청으로 공연활동
- 1967 - 미 8군 전속가수
- 1968 - 시민회관에서 귀국공연 및 사랑만리, 노래만리 영화출연
- 1968~72 - 동남아 진출(태국, 싱가폴, 홍콩, 필리핀, 대만 등)
- 1973 - 중동진출 (카이로, 테헤란, 오만, 베이루트)
- 1974 - 프랑스 진츨 (세계적인 프로모터 "버날드 힐라"에 픽업)
- 1975 - 활동무대를 스위스로 옮김
- 1977 - 명문 폴리돌 레코드의 프로듀서"빅터 펠리에게 발탁 그룹명 [아리랑 싱어즈]
- 1978 - 최초의 싱글 I love Rock & Roll music 과 Song of arirang 발표 (폴리돌 레코드사)
- 1980 - 그룹이름을 'Koreana'로 개명
- 1983 - *독자적으로 'Euro Top' 레이블 설립
- 그룹 'cathy & coins' 1977년 ARD-TV 콘테스트 우승 팀이 koreana에 join 하여 공연
- 서독 ARD-TV 인기프로 '뮤직라덴'에서 유럽 10대그룹의 하나로 선정 (출연:코리아나, 아바, 듀란듀란, 징키스칸 등)되어 전 유럽에 방영
- 1988 - 서울올림픽 주제가 발표(손에 손 잡고) (지구레코드)
- 1993 - EXPO 주제가 발표 (그날은) 및 홍보위원 위촉
- 1994 - 88 Seoul Olympic Song - Hand In Hand Tape발표 (지구레코드)
- 1996 - 2002 월드컵 홍보 Song 발표 We are one
- 1998 - 웰컴코리아 홍보위원 위촉
- 2002 - 동계 올림픽 유치 홍보대사 위촉
- 2003 - 전국 장애인 홍보대사 위촉
- 2008 - KBS1 TV '베이징 올림픽 선수단 환영 국민 대축제'에서 The Victory로 출연
- 2008. 9.21(일) - 88서울올림픽 20주년 기념행사 축하콘서트

## 음반 목록

### 정규
- 《DISCOREA》/ DARK EYES (1979)
- 《Burning Fantasy》 (1981)
- 《TOO MUCH LOVE》 / HIGHLIGHTS (1983)
- 《Living For Love》 (1990)
- 《Expo '93》 (1993)

### 싱글
- I LOVE ROCK'N ROLL MUSIC, SONG OF ARIRANG (1978)
- DARK EYES (1979)
- GO-GO-HCD! (HCD-FANS와 함께) (1981)
- Disco Mix Vol. 8 (1986)
- LOVING YOU LOVING ME (1988)
- LIVING FOR LOVE (1990)
- SAIL INTO THE SUNSET (1992)
- WE ARE THE ONE (1996)

### 편집
- Hand in Hand - GOLDEN HITS (2006)

## 이외 관련 여담
해당 그룹의 리더였던 이승규의 막내딸은 뮤지컬배우 겸 모델 출신의 클라라 리이고 코리아나의 맏언니였던 홍화자의 5촌 조카들은 각각 모두 가수 겸 작사가로 활동을 한 홍성민과 홍종명이다.

## 참고 자료
- 공식 homepage